# Acronicta tota
Acronicta tota là một loài bướm đêm trong họ Noctuidae.